# باشگاه ورزشی بلو استار
باشگاه ورزشی بلو استار یک باشگاه فوتبال حرفه‌ای سری‌لانکایی مستقر در کالوتارا است. این باشگاه در سوپر لیگ سری‌لانکا رقابت می‌کند.